# Japanische Grammatik
Die Grammatik der japanischen Sprache hat folgende charakteristische Eigenschaften:
- Es ist eine agglutinierende Sprache, Affixe werden in Hiragana separat geschrieben und als Partikeln bezeichnet.
- Die Satzstellung ist SOP (Subjekt – Objekt – Prädikat); das Prädikat steht am Ende des Satzes bzw. Nebensatzes.
- Die Funktion aller anderen Glieder im Satz wird durch Partikeln markiert.
- Thema und Subjekt sind gleichwertig und werden durch unterschiedliche Partikeln markiert, ein Satz kann sowohl Thema als auch Subjekt enthalten.
- Die Wortstellung ist linksverzweigend, das heißt, beschreibende Elemente werden meist vor das gesetzt, was sie bestimmen.
- Die Sprache besitzt ein komplexes System der Höflichkeitsebenen.
- Sie tendiert zu indirekten Formulierungen und Ellipsen (Auslassung von Satzteilen).

Von den modernen Sprachen ist die Grammatik der koreanischen Sprache am ähnlichsten, obwohl sich beide Sprachen vom Wortschatz stark unterscheiden. Daher sind sich die Sprachwissenschaftler uneinig, ob beide Sprachen in eine Familie einzuordnen sind oder nicht.
Die japanische Sprache wird als SOP-Sprache klassifiziert, allerdings ist diese Einteilung nicht völlig zutreffend. Das Prädikat steht zwar immer an letzter Stelle, allerdings hat nicht jeder japanische Satz ein Subjekt. Oft wird durch das Thema ausgedrückt, wo in einem deutschen Satz ein Subjekt stände und die Subjektpartikel ga markiert in manchen Konstruktionen ein Objekt. Da Thema, Subjekt und Objekt durch Partikeln eindeutig markiert sind, kann außerdem deren Reihenfolge verändert werden.
Beispielsätze in diesem Artikel sind meist in der Grundform, also im informellen Stil gehalten.

## Textbestandteile

### Satzbau
Texte (文章 bunshō) bestehen aus Sätzen (文 bun), die wiederum in Satzglieder (文節 bunsetsu) unterteilt werden. Im Schriftbild verwendet das Japanische, ähnlich wie Chinesisch und früher Koreanisch, keine Leerzeichen. Stattdessen wird eine Abgrenzung durch den Wechsel zwischen sinntragenden Wörtern in chinesischen Schriftzeichen und Katakana auf der einen und angehängten grammatischen Elementen in Hiragana auf der anderen Seite erzeugt. Sind die sinntragenden Elemente ebenfalls in Hiragana gehalten, muss der Leser die zugrunde liegenden grammatischen Strukturen erkennen und danach den Satz unterteilen.
In den folgenden Beispielen sind die Satzglieder durch senkrechte Striche voneinander getrennt. Text in Kapitälchen gibt dabei die grammatische Funktion der jeweiligen Partikeln an:
太陽が｜東の｜空に｜昇る。
taiyō ga | higashi no | sora ni | noboru
Sonne Subjekt | Osten Possessiv | Himmel Lokativ | aufgehen. Prädikat
Die Sonne geht im Himmel des Ostens auf.
Bei der Transkription in lateinische Schrift gibt es mehrere Möglichkeiten, Satzbestandteile abzugrenzen. Die erste ist, Leerzeichen nur zwischen Satzgliedern zu setzen.
taiyōga higashino sorani noboru.
Die zweite ist, sinntragende und grammatische Bestandteile durch Bindestriche zu trennen:
taiyō-ga higashi-no sora-ni noboru.
Die übliche Vorgehensweise ist jedoch, sinntragende Bestandteile und Partikeln als einzelne Wörter (単語 tango) aufzufassen und wie oben durch Leerzeichen zu trennen.
taiyō ga higashi no sora ni noboru.
Lediglich Hilfsverben, die so weit abgeschliffen sind, dass sie nicht mehr als solche zu erkennen sind, wie die Endung des perfekten Aspekts -た -ta, werden nicht als eigenständige Wörter betrachtet und daher nicht vom Verb getrennt.

### Das Prädikat
Das Prädikat steht im japanischen Satz immer am Satzende. Als Prädikat können vier unterschiedliche Wortarten verwendet werden: Verben und i-Adjektive können alleine das Prädikat bilden, Substantive und na-Adjektive benötigen dazu eine Kopula (zur Erklärung der Wortarten siehe unten):
| Prädikat                   | Beispiel                                                                |
| -------------------------- | ----------------------------------------------------------------------- |
| alleinstehendes Verb       | 父は本を買う。 Chichi wa hon o kau. („Der Vater kauft ein Buch.“)       |
| alleinstehendes i-Adjektiv | 本は高い。 Hon wa takai. („Das Buch ist teuer.“)                        |
| Substantiv + Kopula da     | 母は先生だ。 Haha wa sensei da. („Die Mutter ist Lehrerin.“)            |
| na-Adjektiv + Kopula da    | 学生は親切だ。 Gakusei wa shinsetsu da. („Der Schüler ist freundlich.“) |

Da das Japanische eine agglutinierende Sprache ist, werden Tempus (Zeit), Aspekt, Modus, Diathese (Aktiv/Passiv) und Negation (Verneinung) überwiegend durch Anhängen von Suffixen und Hilfsverben an das Prädikat gebildet. Durch andere Satzbestandteile wird das Verb dagegen nicht verändert, im Gegensatz zu flektierenden Sprachen („gehen“ – „ich gehe“).
Agglutinierende Sprachen sind durch ihren systematischen Aufbau sehr regelmäßig, im Gegensatz zu flektierenden Sprachen, die oft eine Vielzahl von unregelmäßigen Verben aufweisen. Die einzigen unregelmäßigen Verben im Japanischen sind する suru (tun) und 来る kuru (kommen).

### Konjunktionen und Nebensätze
Ein Nebensatz kann über zwei Arten in einen japanischen Satz eingefügt werden. Bei der ersten Methode wird an das Prädikat des Nebensatzes eine Konjunktion angehängt.
今日は｜寒いから｜手袋をはめる。
kyō wa | samui kara | tebukuro o hameru.
heute | kalt weil | Handschuhe anziehen. (wörtlich übersetzt)
Heute ziehe ich, weil es kalt ist, Handschuhe an.
Hauptunterschied zwischen Satz und Nebensatz ist, dass ein Thema nicht im Nebensatz gesetzt werden kann, also kein は darin vorkommen kann. Das kyō wa aus dem obigen Satz gehört daher nicht zum Nebensatz, sondern zum Hauptsatz.
母が ｜ 作る 料理は ｜ 世界で ｜ 一番だ。
haha ga ｜ tsukuru ryōri wa ｜ sekai de ｜ ichiban da.
Mutter Subjekt | gemachtes Essen Thema | Welt auf | Nummer Eins. (wörtlich übersetzt)
Das Essen, das meine Mutter kocht, ist das beste der Welt.

## Wortarten
Im Japanischen werden die folgenden Wortarten unterschieden.
| 自立語             |
| (jiritsugo)        |
| selbst. Vollwörter |

| 活用語              |
| (katsuyōgo)         |
| flektierbare Wörter |

| 動詞 (dōshi) |
| Verba        |

| 形容詞 (keiyōshi)          |
| Qualitativa, „i-Adjektive“ |

| 形容動詞 (keiyōdōshi)               |
| verbale Qualitativa, „na-Adjektive“ |

| 非活用語              |
| (hikatsuyōgo)         |
| unflektierbare Wörter |

| 名詞 (meishi) |
| Nomina        |

| 代名詞 (daimeishi) |
| Pronomina          |

| 数詞 (sūshi) |
| Numeralia    |

| 副詞 (fukushi) |
| Adverbia       |

| 連体詞 (rentaishi) |
| Attributiva        |

| 接続詞 (setsuzokushi) |
| Konjunktionen         |

| 感動詞 (kandōshi) |
| Interjektionen    |

| 附属語                |
| (fuzokugo)            |
| abhängige Hilfswörter |

| 助動詞 (jodōshi) |
| Verbalsuffixe    |

| 助詞 (joshi)   |
| Postpositionen |

Verba und Qualitativa (i- und na-Adjektive) werden gemeinsam auch als yōgen (用言) bezeichnet, Nomina, Demonstrativa und Numeralia gemeinsam auch als taigen (体言). In manchen Darstellungen werden unter dem Begriff taigen sogar alle unflektierbaren selbständigen Vollwörter zusammengefasst. Die Terminologie ist nicht völlig festgesetzt: Sowohl zwischen deutschen Lehrbüchern als auch zwischen japanischen gibt es leichte Unterschiede. Die oben angegebene Klassifikation findet sich in Hashimoto Shinkichi: kokugohōyōsetsu (dt. Grundriss der [jap.] Landessprache), 1934.

## Unveränderliche
Im Japanischen sind alle Wortarten außer Verben und Adjektiven unveränderlich. Möglich ist aber das Anhängen von z. B. Partikeln oder Präfixen, um grammatische Funktionen auszudrücken; mehr hierzu siehe unten.

### Nomen
Das japanische Nomen wird nicht, wie etwa im Deutschen, dekliniert. Genus und Numerus werden nicht markiert, der Kasus wird ausschließlich durch Anhängen von Kasuspartikeln ausgedrückt. Einen Artikel gibt es in der japanischen Sprache nicht.
Zum Ausdruck des Honorativs (höfliche Form) können einem Nomen Honorativpräfixe vorangestellt werden.

### Pronomina
Anders als beispielsweise in den europäischen Sprachen gibt es im Japanischen keine grammatischen Pronomen. Allerdings gibt es Substantive, die ausschließlich oder überwiegend anstelle der fehlenden Pronomen treten. Hierbei ist aber zu beachten, dass es sich beim Japanischen um eine sogenannte Pro-Drop-Sprache handelt. Das bedeutet, dass Pronomen nur dann verwendet werden, wenn die Aussage ansonsten nicht aus dem Kontext ersichtlich wäre.

#### Plural
Das Japanische kennt keine Pluralmarkierung in unserem Sinne und unterscheidet somit auch nicht zwischen zählbaren und nicht zählbaren Substantiven. 人 hito kann sowohl einen einzelnen Menschen, eine beliebige Anzahl Menschen oder den Menschen im Allgemeinen bedeuten; eine genauere Unterscheidung ist hier nur durch eine zusätzliche Beschreibung oder den Kontext zu erschließen. Wenn es notwendig ist, die Menge näher zu bestimmen, muss dies durch zusätzliche Bestimmungen im Satz geschehen, zum Beispiel takusan (沢山) = „viele“.
Eine kleine Anzahl von Nomen besitzt Kollektivformen, in dem das Wort verdoppelt wird. 人々 (hitobito) lässt sich recht passend als „Menschenmenge“ wiedergeben, 山々 yamayama macht aus „Berg“ ein „Gebirge“. Im Gegensatz zum deutschen Plural, der schon bei der Anzahl zwei einsetzt, bezeichnen diese Formen eine unbestimmte, zusammenhängende größere Menge.
Weiterhin gibt es insgesamt vier Suffixe, mit denen sich der Plural bei Menschen ausdrücken lässt: -tachi (höflicher: -gata, informell: -ra, pejorativ: -domo)
| Einzahl         | Mehrzahl                    |
| --------------- | --------------------------- |
| kodomo = Kind   | kodomo-tachi = (die) Kinder |
| sensei = Lehrer | sensei-gata = (die) Lehrer  |
| kare = er       | kare-ra = sie (Mz. Männl.)  |
| oni = Dämon     | oni-domo = die Dämonen      |

### Partikeln
siehe auch: Partikel (japanisch)
Um die Funktion von Nomen im Satz zu kennzeichnen, werden ihnen Partikeln nachgestellt.

#### Aufzählungspartikeln
Die wichtigsten Aufzählungspartikeln sind と to für eine vollständige Aufzählung, や ya für eine unvollständige Aufzählung und か ka mit der Bedeutung „oder“. Ebenfalls zu dieser Kategorie gehört など nado, das an das letzte Glied einer unvollständigen Aufzählung angehängt die Bedeutung „beispielsweise“ oder „und so weiter“ trägt.

#### Kasuspartikeln und Postpositionen
Die Kasuspartikeln und Postpositionen übernehmen die Aufgaben der Fälle und Präpositionen in europäischen Sprachen. Sie folgen direkt dem Nomen.
| は wa (Schriftzeichen steht sonst für die Silbe ha) | Satzthema; bereits bekanntes Subjekt                              |
| が ga                                               | Subjekt im Nebensatz                                              |
| が ga                                               | Subjekt, das zuvor noch nicht erwähnt wurde                       |
| の no                                               | Possessiv (Genitiv)                                               |
| の no                                               | Subjekt eines Attributivsatzes (alternativ zu が ga)              |
| に ni                                               | Angabe des Empfängers                                             |
| に ni                                               | Angabe des Agens im Passiv und Verben des Erhaltens (Von wem?)    |
| に ni                                               | Angabe des Bewegungsziels (Wohin?) (Teilweise alternativ zu へ e) |
| に ni                                               | Ortsangabe (Wo?) (bei einigen Verben)                             |
| に ni                                               | Angabe eines Zeitpunktes                                          |
| に ni                                               | Adverbialisierung                                                 |
| を o (Schriftzeichen steht sonst für die Silbe wo)  | Akkusativobjekt                                                   |
| で de                                               | Ortsangabe (Wo?) (bei den meisten Verben)                         |
| で de                                               | Instrumental (Womit?)                                             |
| で de                                               | Angabe des Grundes (Weswegen?)                                    |
| と to                                               | Komitativ (Mit wem?)                                              |
| へ e (Schriftzeichen steht sonst für die Silbe he)  | Angabe der Bewegungsrichtung (Wohin?)                             |
| から kara                                           | Angabe des Startpunktes (Ab wann/wo?)                             |
| まで made                                           | Angabe des Zielpunktes (Bis wann/wohin?)                          |
| より yori                                           | Angabe des Vergleichspartners                                     |

#### Modalpartikeln
Die Modalpartikeln folgen den Kasuspartikeln/Postpositionen. Die Kasuspartikeln は wa und を o entfallen oft, が ga eher selten.
は wa kennzeichnet das Thema oder dient der Kontrastierung.
も mo bedeutet „auch“.

## Veränderliche

### Flexion und Konjugation
Im Japanischen werden vier Wortarten flektiert: Verben, Hilfsverben, i-Adjektive und na-Adjektive. Bei der Flexion bleibt der Stamm unverändert, nur die Endung verändert sich. Die gebildete grammatische Form wird dann durch das Hilfsverb, die Kopula oder die Partikel bestimmt, die an das konjugierte Verb angehängt wird. Numerus, Genus oder Person werden im Japanischen nicht markiert.
Das klassische Japanisch kennt sechs Konjugationsstufen. Beim Wechsel zum modernen Japanisch sind zwei davon zusammengefallen (Shūshikei und Rentaikei), während sich durch Lautverschiebung zusätzliche Form (Shikōkei, z. B. 読もう yomou und Onbinkei, z. B. 読んで yonde) gebildet hat. Je nach Autor hat die japanische Grammatik deshalb sechs oder sieben Konjugationsstufen. Die unten verwendete Nummerierung entspricht der japanischen Schulgrammatik. Da es keine standardisierte deutsche Übersetzung der japanischen Begriffe gibt, sind sie hier unter dem japanischen Namen gelistet.
1. Mizenkei (未然形), „Indefinitform“, unselbständige Verbanschlussform; dient dem Anschluss von Jodōshi, insbesondere der Verneinung -nai
2. Shikōkei (志向形) „Intentionalform“, zum Anschluss des Jodōshi u. (Diese Form wird aus historischen Gründen manchmal unter der Mizenkei mit eingeordnet. Die Shikōkei wird manchmal auch Onbinkei genannt, was zur Verwechslung mit der Onbinkei der Ren'yōkei, z. B. yonde, führt.)
3. Ren'yōkei (連用形), „Konjunktionalform“; kann selbständig als Zwischenprädikat auftreten; dient dem Anschluss von Jodōshi, insbesondere -masu
Onbinkei (音便形), „Verschleifungsform“; zum Anschluss von Joshi und Jodōshi wie te, ta und tari. (Diese Form wird aus historischen Gründen manchmal unter der Ren'yōkei mit eingeordnet.)
4. Shūshikei (終止形), „Schlussform“; bildet als selbständige Form das Schlussprädikat, auch als „Grundform“ (基本形 kihonkei) oder „Wörterbuchform“ (辞書形 jishokei) bezeichnet
5. Rentaikei (連体形), „Attributivform“, wird zur Nominalisierung, zur näheren Bestimmung von Nomina und zur Bildung von Relativsätzen verwendet
6. Kateikei (仮定形), „hypothetische Form“, unselbständige Anschlussform, wird zur Bildung des Konditional benutzt, durch Anschluss des Joshi -ba
7. Meireikei (命令形), „Imperativform“, bildet den Imperativ; nur Verben haben eine Meireikei, bei Adjektiven wird sie durch die Hilfsverben suru oder naru gebildet

|                             | Mizenkei                                                                                               | Shikōkei                 | Ren'yōkei | Shūshikei Rentaikei*       | Kateikei                                      | Meireikei             |
|                             | 未然形                                                                                                 | 志向形                   | 連用形 | 終止形 連体形              | 仮定形                                        | 命令形                |
| Übersetzung                 | Indefinitform                                                                                          | Intentionalform          | Konjunktionalform                                                                                                   | Schlussform Attributivform | Hypothetische Form                            | Imperativform         |
| Verwendung (Bsp.) Anschluss | Negation (bei Verben) ＋ない +nai                                                                      | Willensausdruck ＋う +u  | Verb, Adjektiv oder Hilfsverb folgt ＋ます masu                                                                     | Satzende Attribut          | Konditionalis ＋ば +ba                        | Imperativ             |
| fünfstufiges Verb           | 書かない kakanai                                                                                       | 書こう kakou             | 書きます kakimasu                                                                                                   | 書く kaku                  | 書けば kakeba                                 | 書け kake             |
| fünfstufiges Verb auf -u    | 使わない tsukawanai                                                                                    | 使おう tsukaou           | 使います tsukaimasu                                                                                                 | 使う tsukau                | 使えば tsukaeba                               | 使え tsukae           |
| einstufiges Verb auf -iru   | 見ない minai                                                                                           | 見よう miyou             | 見ます mimasu | 見る miru                  | 見れば mireba                                 | 見ろ miro             |
| einstufiges Verb auf -eru   | 食べない tabenai                                                                                       | 食べよう tabeyou         | 食べます tabemasu                                                                                                   | 食べる taberu              | 食べれば tabereba                             | 食べろ tabero         |
| i-Adjektiv                  | — | 安かろう yasukarou       | 安く yasuku naru | 安い yasui                 | 安ければ yasukereba                           | 安かれ yasukare       |
| na-Adjektiv                 | — | 静かだろう shizuka darou | 静かで shizuka de kirei 静かに shizuka ni naru                                                                      | 静かだ／な shizuka da/na   | 静かならば shizuka naraba                     | 静かなれ shizuka nare |
| Weitere Verwendungen        | Passiv ＋(ら)れる +(ra)reru Kausativ ＋(さ)せる +(sa)seru Kausativ-Passiv ＋さ(せら)れる +sa(sera)reru |                          | Willensäußerung ＋たい +tai Perfekt ＋た ta Te-Form* ＋て +te (Perfekt)konditional ＋たら +tara Anschein ＋そう +sō |                            | Potentialform ＋る +ru Konzessiv ＋ども +domo |                       |

- Te-Form: auch „Partizip“ oder „Gerundium“

#### Mizenkei
Die Mizenkei (jap. 未然形) tritt bei Verben (動詞, dōshi) und bei Adjektiven (形容詞, keiyōshi) auf. In der japanischen Schulgrammatik wird sie von den sechs Konjugationsformen an erster Stelle gelistet. Fünfstufige Verben enden in der Mizenkei auf -a.
Mizen (未然) bedeutet wörtlich „noch nicht eingetreten“. Mizenkei wird daher in manchen Werken mit „Indefinitform“ übersetzt. Die Form erhielt ihren Namen deswegen, weil im klassischen Japanisch die Hilfsverben für Verneinung -zu und Willensäußerung bzw. Vermutung -mu an die Mizenkei angeschlossen wurden.
Im modernen Japanisch dient sie zum Anschluss von Negation -nai, Passiv -(ra)reru und Kausativ -(sa)seru.
Mit der Mizenkei auf -a wurde im klassischen Japanisch ebenfalls die Form des Willensausdrucks mit +u gebildet, -au hat sich durch eine Lautverschiebung jedoch zu -ou geändert, weswegen diese Form im Modernen Japanisch als eigenständige Form, Shikōkei, zu Deutsch „Intentionalform“ geführt wird.

#### Ren’yōkei
Die Ren’yōkei (jap. 連用形) tritt bei Verben (動詞, dōshi) und bei Adjektiven (形容詞, keiyōshi) auf. In der japanischen Schulgrammatik wird sie von den sechs Konjugationsformen an zweiter Stelle gelistet. Fünfstufige Verben enden in der Ren’yōkei auf -i.
Ren’yō (連用) bedeutet wörtlich „zum Verbinden benutzt“.
An den Stamm in der Renyōkei werden eine Reihe von Suffixen angeschlossen, die selbst ursprünglich Verben oder Adjektive waren.
| Anschluss           |                     | Verb                    | Übersetzung                                  |
| ------------------- | ------------------- | ----------------------- | -------------------------------------------- |
| Shūshikei/Grundform | Shūshikei/Grundform | nomu (飲む)             | trinken                                      |
| +yasui              | leicht zu           | nomiyasui (飲みやすい)  | geht gut die Kehle runter                    |
| +sugiru             | zu viel tun         | nomisugiru (飲みすぎる) | zu viel trinken, bzw. trinkt zu viel         |
| +masu               | Höflichkeitsform    | nomimasu (飲みます)     | = trinken                                    |
| +tai                | Willensäußerung     | nomitai (飲みたい)      | trinken wollen                               |
| +nikui              | schwierig zu        | nominikui (飲みにくい)  | schwierig zu trinken (weil halb gefroren, …) |
| +tsurai             | unerträglich zu     | nomizurai (飲みづらい)  | unerträglich zu trinken (weil bitter, …)     |

Für den Anschluss der Suffixe -te, -ta und -tara wird ebenfalls die Renyōkei verwendet, allerdings hat hier eine Lautverschiebung stattgefunden, sodass diese Formen vom Standard abweichen. Details siehe Te-Form.

##### Onbinkei
Zur Renyōkei (連用形) existiert eine Onbinkei-Variante (jap. 音便形), die durch Lautverschiebung entstanden ist (Onbin (音便) bedeutet auf Japanisch Lautverschiebung). Einige japanische Grammatikbücher führen die Onbinkei daher nicht als eigenständige Form, sondern als zweite Form der Renyōkei. In der Schriftsprache taucht die Onbinkei erst nach 1945 infolge der Ablösung des klassischen Japanisch durch das moderne Japanisch auf.
Die Onbinkei fungiert bei Verben der fünfstufigen Verbalflexion (vgl. fünfstufiges Verb) vor Verbalsuffixen und Postpositionen, die mit t anlauten (te, ta, tara, tari). In einigen dieser Formen tritt zudem Nigorisierung ein, d. h. ein Wandel des anlautenden, harten t zu dem weichen d im direkten Anschluss an die Onbinkei. Alle möglichen Formen sind in der folgenden Tabelle mit Hilfe von Beispielwörtern zusammengestellt. Als Endung dient exemplarisch ta, in einigen Formen zu da nigorisiert.
| Verbindung | Beispielwort | Übersetzung | Verbstamm | Onbinkei zur Renyōkei |
| ---------- | ------------ | ----------- | --------- | --------------------- |
| ku         | kiku (聞く)  | hören       | ki-       | kiita (聞いた)        |
| gu         | oyogu (泳ぐ) | schwimmen   | oyo-      | oyoida (泳いだ)       |
| su         | osu (押す)   | drücken     | o-        | oshita (押した)       |
| tsu        | tatsu (立つ) | stehen      | ta-       | tatta (立った)        |
| nu         | shinu (死ぬ) | sterben     | shi-      | shinda (死んだ)       |
| bu         | tobu (飛ぶ)  | fliegen     | to-       | tonda (飛んだ)        |
| mu         | yomu (読む)  | lesen       | yo-       | yonda (読んだ)        |
| ru         | toru (取る)  | nehmen      | to-       | totta (取った)        |
| u          | iu (言う)    | sagen       | i-        | itta (言った)         |

Das einzige unregelmäßige Verb ist iku (行く, gehen). Von diesem lautet die Onbinkei mit der exemplarischen Endung ta auch itta (行った).
Zur Bildung der anderen Formen muss nur die Endung ta unter Beachtung der Nigorisierung durch te, tara oder tari ersetzt werden. So erhält man zum Beispiel für yomu die Formen: yonde (読んで), yondara (読んだら), yondari (読んだり) und für kiku die Formen: kiite (聞いて), kiitara (聞いたら), kiitari (聞いたり).

#### Shūshikei
Die Shūshikei (jap. 終止形) tritt bei Verben (動詞, dōshi) und bei Adjektiven (形容詞, keiyōshi) auf. In der japanischen Schulgrammatik wird sie von den sechs Konjugationsformen an dritter Stelle gelistet. Die Shūshikei bildet als selbstständige Form das Schlussprädikat eines Satzes. Daher ist die Shūshikei die Form, in der japanische Verben und Adjektive in Wörterbüchern aufgeführt werden, weswegen sie auch als Wörterbuchform bezeichnet wird.
Im Gegenwartsjapanisch enden alle Verben in der Shūshikei auf -u, i-Adjektive enden auf -i, na-Adjektive werden mit der Kopula da verbunden.
Weiterhin ist in der Gegenwartssprache, im Gegensatz zum klassischen Japanisch, die Shūshikei mit der Rentaikei zusammengefallen.

#### Rentaikei
Die Rentaikei (jap. 連体形) tritt bei Verben (動詞, dōshi) und bei Adjektiven (形容詞, keiyōshi) auf. In der japanischen Schulgrammatik wird sie von den sechs Konjugationsformen an vierter Stelle gelistet. Die Rentaikei wird verwendet, wenn ein Partizip als Attribut eingesetzt wird, also in Relativsätzen.
Im Modernen Japanisch (nach 1945) entspricht die Bildung der Rentaikei der Shūshikei, also der Wörterbuchform. Einzige Ausnahme sind die na-Adjektive, bei denen die Kopula da durch na ersetzt wird.
Beispiel:
町は静かだ。 machi wa shizuka da. (Shūshikei)
Die Stadt ist ruhig.
静かな町。 shizuka na machi. (Rentaikei)
eine ruhige Stadt

#### Kateikei
Die Kateikei (jap. 仮定形) dient hauptsächlich zur Bildung einer Konditionalis und einer Potentialform. Sie tritt bei Verben (動詞, dōshi) und bei Adjektiven (形容詞, keiyōshi) auf. In der japanischen Schulgrammatik wird sie von den sechs Konjugationsformen an fünfter Stelle gelistet. Fünfstufige Verben enden in der Kateikei auf -e.
Katei (仮定) bedeutet wörtlich Hypothese oder Vermutung. Kateikei wird daher in manchen Werken als „Hypothetische Form“ übersetzt. Die Form erhielt ihren Namen, weil sie zusammen mit der Konditionalpartikel ba eingesetzt wird.
Mit der Partikel ru bildet die Kateikei die Potentialform („können“).
Mit der Partikel domo bildet die Kateikei einen selteneren Konzessiv („obwohl“).
Im Altjapanisch und im klassischen Japanisch hatte der Einsatz der Partikel ba mit dieser Form noch die Bedeutung eines Provisionals, so dass sie für diese als Izenkei (已然形, Realisform) bezeichnet wird. Die Bezeichnung steht im Gegensatz zur Mizenkei (auch Irrealisform) mit der ba die Konditionalis verwirklichte.

#### Meireikei
Die Meireikei (jap. 命令形) ist wortwörtlich die Befehlsform. Diese Konjugationsstufe tritt nur bei Verben (動詞, dōshi) auf.
In der japanischen Schulgrammatik wird sie von den sechs Konjugationsformen an der letzten Stelle gelistet.
Fünfstufige Verben enden in der Meireikei auf -e, bei vokalischen Verben wird an den Stamm ein -ro oder -yo angeschlossen.
Bei den unregelmäßigen Formen wird suru zu shiro oder seyo(gehoben, altertümlich), aus kuru wird koi.
i- und na-Adjektive hatten historisch ebenfalls Meireikei-Formen, diese sind jedoch im modernen Japanisch nicht mehr in Verwendung. Stattdessen werden zur Bildung der Form suru „tun“ für na-Adjektive und naru „werden“ für i-Adjektive als Hilfsverben verwendet. Aus shizuka na (静かな) „ruhig“ wird shizuka ni shiro (静かにしろ) „Sei ruhig“, aus yoi (良い) „gut“ wird yoku nare (良くなれ) „Werde gut“.

### Verben

#### Einstufige Verben
Einstufige Verben, auch vokalische Verben (jap. 一段動詞 ichidandōshi bzw. 母音語幹動詞 boin gokan dōshi) genannt, enden auf -eru oder -iru. Es gibt jedoch einige Verben, zum Beispiel kaeru oder hairu, die so aussehen, als endeten sie auf -eru oder -iru, tatsächlich aber fünfstufige Verben mit der Endung -ru sind. Die Verben auf -iru werden auch als „obere einstufige“ (上一段 kami ichidan), die auf -eru als „untere einstufige“ (下一段 shimo ichidan) bezeichnet.
Einstufige Verben haben ihren Namen erhalten, weil bei der Konjugation das -ru entfällt und die Endung direkt oder mit einer Bindesilbe angehängt wird. Der Wortstamm endet auf i oder e, daher auch die Bezeichnung „vokalische Verben“.
Das Verb miru (見る), zu Deutsch „sehen“, soll zur Verdeutlichung dienen. Wortstamm und Bindesilbe auf der einen Seite und das angehängte Suffix werden in der Tabelle durch einen Punkt (·) getrennt. Bei mire·ba zum Beispiel ist mi der Wortstamm, re eine Silbe, die die Konjugationsstufe Kateikei markiert und ba das Suffix des Konditionalis.
| Konjugationsform | Beispiel | Beispiel |
| ---------------- | -------- | -------- |
| Mizenkei         | 見·ない  | mi·nai   |
| Renyōkei         | 見·ます  | mi·masu  |
| Shūshikei        | 見る     | miru     |
| Kateikei         | 見れ·ば  | mire·ba  |
| Meireikei        | 見ろ     | miro     |
| Shikōkei         | 見よ·う  | miyo·u   |

#### Fünfstufige Verben
Fünfstufige Verben, auch konsonantische Verben (jap. 五段動詞 godan dōshi bzw. 子音語幹動詞 shiin gokan dōshi) genannt, enden in der Grundform (bzw. der Shūshikei) auf eine der Silben -u, -ku, -gu, -su, -tsu, -nu, -bu, -mu oder -ru.
Bei der Endsilbe -ru ist die Einteilung allerdings nicht eindeutig: bei den einstufigen bzw. vokalischen Verben gibt es nur die Endungen -eru oder -iru, es gibt aber auch Verben, die auf -eru oder -iru enden und trotzdem fünfstufig sind.
In der Konjugation ändert sich bei fünfstufigen Verben die Endsilbe nach der Zeile in der 50-Laute-Tafel: aus -ku kann so je nach Form -ka, -ki, -ke oder -ko werden. Diese fünf verschiedenen Stufen gaben den fünfstufigen Verben ihren Namen. Weil in der Schreibweise mit lateinischen Buchstaben der letzte Buchstabe des unveränderten Wortstamms ein Konsonant ist (im Beispiel das k), heißen sie auch konsonantische Verben.
Das Verb kaku (書く), zu Deutsch „schreiben“, soll zur Verdeutlichung dienen:
| Konjugationsform | Vokal | Beispiel  | Beispiel  |
| ---------------- | ----- | --------- | --------- |
| Mizenkei         | a     | 書か·ない | kaka·nai  |
| Renyōkei         | i     | 書き·ます | kaki·masu |
| Shūshikei        | u     | 書く      | kaku      |
| Kateikei         | e     | 書け·ば   | kake·ba   |
| Meireikei        | e     | 書け      | kake      |
| Shikōkei         | o     | 書こ·う   | kako·u    |

Bei den Verben mit der Endung -u gibt es eine Unregelmäßigkeit, die bei historischen Lautveränderungen entstanden ist. Bei ihnen ändert sich in der Mizenkei das -u zu einem -wa, iu („sprechen“) wird demnach in der Negation zu iwanai.
Durch Lautverschiebungen bilden die fünfstufigen Verben vier verschiedene Te-Formen: Verben, die auf -su enden, haben keine Verschiebung erfahren und schließen das te regelmäßig an die Renyōkei an. Die verschobenen Formen können der folgenden Tabelle entnommen werden.
| Endsilbe     | Te-Form      | Beispiel   | Beispiel       | Bedeutung |
| ------------ | ------------ | ---------- | -------------- | --------- |
| す su        | して shite   | 消す kesu  | 消して keshite | löschen   |
| う u         | って tte     | 買う kau   | 買って katte   | kaufen    |
| つ tsu       | って tte     | 打つ utsu  | 打って utte    | schlagen  |
| る ru        | って tte     | 知る shiru | 知って shitte  | wissen    |
| ぶ bu        | んで nde     | 遊ぶ asobu | 遊んで asonde  | spielen   |
| む mu        | んで nde     | 住む sumu  | 住んで sunde   | wohnen    |
| ぬ nu        | んで nde     | 死ぬ shinu | 死んで shinde  | sterben   |
| く ku        | いて ite     | 書く kaku  | 書いて kaite   | schreiben |
| ぐ gu        | いで ide     | 泳ぐ oyogu | 泳いで oyoide  | schwimmen |
| unregelmäßig | unregelmäßig | 行く iku   | 行って itte    | gehen     |

#### Unregelmäßige Verben
Die japanische Sprache hat als agglutinierende Sprache nur wenige unregelmäßige Verben. Die existierenden werden in diesem Artikel gelistet. Zum Teil ist diese Regelmäßigkeit aber auch Sprachreformen der Jahre 1900 und 1946 zu verdanken, die einige Unregelmäßigkeiten geglättet haben.
Die beiden normalerweise als irreguläre Verben im Japanischen geführten Verben sind suru (する, tun) und kuru (来る, kommen). In japanischen Grammatiken wird eine sa- und eine ka-Konjugation geführt, deren einzige Elemente dann suru bzw. kuru sind.
Kleinere Unregelmäßigkeiten gibt es auch beim Verb nasaru, das hier als Beispiel steht für vier Verben aus der Höflichkeitssprache, nasaru, kudasaru, irassharu und ossharu. Sie weisen die gleiche, von anderen fünfstufigen Verben abweichende Konjugation auf.
| Verb                | する suru                     | 来る kuru | なさる nasaru  |
| ------------------- | ----------------------------- | --------- | -------------- |
| Übersetzung         | tun                           | kommen    | tun (Sonkeigo) |
| Mizenkei            | さ sa し shi せ se            | 来 ko     | なさら nasara  |
| Renyōkei            | し shi                        | 来 ki     | なさい nasai   |
| Shūshikei Rentaikei | する suru                     | 来る kuru | なさる nasaru  |
| Kateikei            | すれ sure                     | 来れ kure | なされ nasare  |
| Meireikei           | しろ shiro せよ seyo せい sei | 来い koi  | なさい nasai   |

| Form            | Konjugationsstufe | する suru         | 来る kuru         | なさる nasaru        |
| --------------- | ----------------- | ----------------- | ----------------- | -------------------- |
|                 |                   | tun               | kommen            | tun (Sonkeigo)       |
| Negation        | Mizenkei          | しない shinai     | 来ない konai      | なさらない nasaranai |
| Masu-Form       | Renyōkei          | します shimasu    | 来ます kimasu     | なさいます nasaimasu |
| Te-Form         | Renyōkei          | して shite        | 来て kite         | なさって nasatte     |
| Potentialform   | Kateikei          | 出来る dekiru (!) | 来られる korareru | なされる nasareru    |
| Intentionalform | Shikōkei          | しよう shiyō      | 来よう koyō       | なさろう nasarō      |

#### Suru-Verben
Suru-Verben werden gebildet, indem an ein sinojapanisches Kompositum das Verb suru (tun) angefügt wird. Diese Art der Wortbildung ist sehr produktiv und besonders in der Schriftsprache sind ein Großteil der Verben Suru-Verben. Das Gegenstück dazu sind die japanischen Verben, also die Verben in der Kun-Lesung eines Schriftzeichens. Zu vielen japanischen Verben finden sich synonyme Suru-Verben, welche dabei stilistisch meist etwas förmlicher klingen, ähnlich den lateinischen Lehnwörtern im Deutschen. (Man vergleiche hierzu etwa „partizipieren“ mit „teilnehmen“.)
| Verb       | Suru-Verb            | Reinjapanisches Verb |
| ---------- | -------------------- | -------------------- |
| lernen     | 勉強する benkyō suru | 習う narau           |
| bestellen  | 注文する chūmon suru | 頼む tanomu          |
| einsteigen | 乗車する jōsha suru  | 乗る noru            |

Die Konjugation der Suru-Verben entspricht dem Verb suru, siehe dazu die unregelmäßigen Verben.
Ihren Ursprung haben die Suru-Verben aus der Konstruktion XYをする XY o suru, „XY tun“. Häufig genutzte Wendungen dieser Art wurden idiomatisch und die Objektpartikel を o konnte weggelassen werden. Ob ein bestimmtes Kompositum ein Suru-Verb bildet oder mit der Objektpartikel verwendet werden muss, ist eine Sache des Sprachgefühls. Im Zweifelsfall hilft hier ein Wörterbuch weiter. Aufgrund der unüberschaubaren Menge an Komposita ist es nicht möglich, hier eine repräsentative Liste zu erstellen. Bei benkyō suru beispielsweise, „studieren“, ist beides möglich, also auch die Variante 勉強をする benkyō o suru. Steht das Suru-Verb in Verbindung mit einem Akkusativobjekt, wird zwischen das Kompositum und suru grundsätzlich keine weitere Objektpartikel eingefügt, so z. B. 日本学を勉強する nihongaku o benkyō suru (dt. „Japanologie studieren“).

##### Suru-Verben mit einem einzelnen Kanji
Verwandt mit den Suru-Verben sind Verben, die nur aus einem, in der On-Lesung stehenden Kanji und den Endungen -suru, -zuru oder -jiru bestehen. Bei den Varianten auf zuru ist die Silbe su durch Rendaku stimmhaft geworden. Verben auf jiru sind eine ältere Form der Suru-Verben und werden regelmäßig als einstufige Verben konjugiert.
Im Gegensatz zu den Suru-Verben aus Komposita gibt es nur wenige Schriftzeichen, bei denen ein Verb der drei obigen Kategorien existiert. In den meisten Fällen sind das Verben, bei denen es kein reinjapanisches Verb (Kun-Lesung) gibt.
Mit der Ausnahme von shinjiru und kanjiru, die auch umgangssprachlich verwendet werden, sind alle diese Verben eher formal und schriftsprachlich.
| Verb                     | Jiru-Verb                            |
| ------------------------ | ------------------------------------ |
| glauben                  | 信じる shinjiru                      |
| fühlen                   | 感じる kanjiru                       |
| wissen                   | 存じる zonjiru (Kenjōgo, 謙譲語)     |
| existieren               | 存する sonsuru*                      |
| werfen                   | 投じる tōjiru*                       |
| einsehen                 | 観じる kanjiru* bzw. 観ずる kanzuru* |
| eine Vorlesung halten    | 講じる kōjiru*                       |
| besitzen                 | 有する yūsuru                        |
| unter Hausarrest stellen | 幽する yūsuru*                       |
| unterdrücken             | 圧する atsusuru                      |
| zustimmen                | 同ずる dōzuru* bzw. 同じる dōjiru    |
| nervös werden            | 動ずる dōzuru* bzw. 動じる dōjiru    |

Mit einem Stern (*) versehene Verben sind schriftsprachlich.

#### Transitive und intransitive Verben
Die japanische Sprache unterscheidet sehr deutlich zwischen transitiven und intransitiven Verben. Nahezu alle Verben, die eine Handlung ausdrücken, treten in transitiv-intransitiv Paaren auf. Nach einem mehr oder weniger festen Schema kann durch die Änderung der Endsilben aus einem transitiven Verb ein intransitives gebildet werden und umgekehrt.
Intransitive Verben (vi) haben kein direktes Objekt, sie machen lediglich eine Aussage über den Zustand oder eine Handlung des Subjekts. Transitive Verben (vt) dagegen verlangen ein direktes Objekt, da sie die Einwirkung des Subjekts auf ein Objekt beschreiben. Ein Beispiel aus dem Deutschen ist das Paar „aufwachen“ (vi) – „aufwecken“ (vt). Das entsprechende Paar im Japanischen ist 起きる okiru – 起こす okosu. Wie im Beispiel werden die japanischen Verbpaare mit dem gleichen Kanji geschrieben, unterscheiden sich aber in den Okurigana, also den angehängten Zeichen in Silbenschrift. Der linguistische Fachbegriff für diese Art der Beziehungen zwischen Satzgliedern lautet Rektion.

##### Paare (Auswahl)
Die folgende Tabelle gibt Beispiele. Viele der aufgeführten Verben haben neben der angegebenen noch weitere Bedeutungen und können teilweise mit alternativen Schriftzeichen geschrieben werden.
| Intransitives Verb   | Intransitives Verb | Transitives Verb          | Transitives Verb       |
| -------------------- | ------------------ | ------------------------- | ---------------------- |
| -eru → -asu          |                    |                           |                        |
| verlassen            | 出る deru          | 出す dasu                 | herausgeben            |
| fliehen              | 逃げる nigeru      | 逃がす nigasu             | entkommen lassen       |
| sich auflösen        | 溶ける tokeru      | 溶かす tokasu             | auflösen               |
| verwelken            | 枯れる kareru      | 枯らす karasu             | verwelken lassen       |
| -eru → -yasu         |                    |                           |                        |
| sich steigern        | 増える fueru       | 増やす fuyasu             | steigern               |
| erkalten             | 冷える hieru       | 冷やす hiyasu             | kühlen                 |
| wachsen              | 生える haeru       | 生やす hayasu             | wachsen lassen/anbauen |
| -iru → -osu          |                    |                           |                        |
| aufwachen            | 起きる okiru       | 起こす okosu              | aufwecken              |
| aussteigen           | 降りる oriru       | 降ろす orosu              | abladen                |
| fallen               | 落ちる ochiru      | 落とす otosu              | fallen lassen          |
| vergehen (Zeit)      | 過ぎる sugiru      | 過ごす sugosu             | verbringen (Zeit)      |
| -u → -asu            |                    |                           |                        |
| weniger werden       | 減る heru          | 減らす herasu             | verringern             |
| kochen               | 沸く waku          | 沸かす wakasu             | zum Kochen bringen     |
| (selbst) trocknen    | 乾く kawaku        | 乾かす kawakasu           | (etwas) trocknen       |
| sich freuen          | 喜ぶ yorokobu      | 喜ばす yorokobasu         | eine Freude machen     |
| -u → -eru            |                    |                           |                        |
| sich öffnen          | 開く aku           | 開ける akeru              | öffnen                 |
| erreichen            | 届く todoku        | 届ける todokeru           | liefern                |
| aufwachsen           | 育つ sodatsu       | 育てる sodateru           | aufziehen/erziehen     |
| stehen               | 立つ tatsu         | 立てる tateru             | aufstellen             |
| -ru → -seru          |                    |                           |                        |
| einsteigen           | 乗る noru          | 乗せる noseru             | an Bord nehmen         |
| sich nähern          | 寄る yoru          | 寄せる yoseru             | näherkommen lassen     |
| -ru → -su            |                    |                           |                        |
| zurückkehren         | 返る kaeru         | 返す kaesu                | zurückbringen          |
| hindurchgehen        | 通る tōru          | 通す tōsu                 | hindurchlassen         |
| sich drehen          | 回る mawaru        | 回す mawasu               | drehen                 |
| repariert werden     | 直る naoru         | 直す naosu                | reparieren             |
| überqueren           | 渡る wataru        | 渡す watasu               | hinübertragen          |
| -reru → -su          |                    |                           |                        |
| sich trennen         | 離れる hanareru    | 離す hanasu               | trennen                |
| sich lösen           | 外れる hazureru    | 外す hazusu               | etw. ablösen           |
| umfallen             | 倒れる taoreru     | 倒す taosu                | umwerfen               |
| zusammenbrechen      | 潰れる tsubureru   | 潰す tsubusu              | zerschlagen            |
| schmutzig werden     | 汚れる yogoreru    | 汚す yogosu               | schmutzig machen       |
| erscheinen           | 現れる arawareru   | 現す arawasu              | zum Vorschein bringen  |
| zusammenfallen       | 崩れる kuzureru    | 崩す kuzusu               | niederreißen           |
| kaputtgehen          | 壊れる kowareru    | 壊す kowasu               | kaputt machen          |
| -aru → -eru          |                    |                           |                        |
| steigen              | 上がる agaru       | 上げる ageru              | anheben                |
| beschlossen werden   | 決まる kimaru      | 決める kimeru             | beschließen            |
| sich schließen       | 閉まる shimaru     | 閉める shimeru            | schließen              |
| sich versammeln      | 集まる atsumaru    | 集める atsumeru           | sammeln                |
| beginnen             | 始まる hajimaru    | 始める hajimeru           | beginnen               |
| zunehmen             | 高まる takamaru    | 高める takameru           | erhöhen                |
| niedrig werden       | 低まる hikumaru    | 低める hikumeru           | niedrig machen         |
| sich verhärten       | 固まる katamaru    | 固める katameru           | härten                 |
| gefunden werden      | 見付かる mitsukaru | 見付ける mitsukeru        | finden                 |
| sich färben          | 染まる somaru      | 染める someru             | etw. einfärben         |
| hängen               | 掛かる kakaru      | 掛ける kakeru             | aufhängen              |
| gerettet werden      | 助かる tasukaru    | 助ける tasukeru           | retten                 |
| -waru → -eru         |                    |                           |                        |
| sich ändern          | 変わる kawaru      | 変える kaeru              | ändern                 |
| Im Umlauf sein       | 伝わる tsutawaru   | 伝える tsutaeru           | in Umlauf bringen      |
| ausgestattet sein    | 備わる sonawaru    | 備える sonaeru            | ausstatten             |
| beitreten            | 加わる kuwawaru    | 加える kuwaeru            | hinzufügen             |
| -eru → -u            |                    |                           |                        |
| brennen              | 焼ける yakeru      | 焼く yaku                 | ins Feuer werfen       |
| sich verkaufen       | 売れる ureru       | 売る uru                  | verkaufen              |
| abgehen              | 取れる toreru      | 取る toru                 | nehmen                 |
| reißen               | 切れる kireru      | 切る kiru                 | schneiden              |
| reißen               | 破れる yabureru    | 破る yaburu               | zerreißen              |
| brechen              | 折れる oreru       | 折る oru                  | zerbrechen             |
| brechen              | 割れる wareru      | 割る waru                 | entzweien              |
| herauskommen         | 抜ける nukeru      | 抜く nuku                 | herausziehen           |
| sich lösen           | 解ける tokeru      | 解く toku                 | auflösen               |
| verlieren (Kleidung) | 脱げる nugeru      | 脱ぐ nugu                 | ausziehen (Kleidung)   |
| weitere              |                    |                           |                        |
| sichtbar sein        | 見える mieru       | 見る miru                 | sehen                  |
| hörbar sein          | 聞こえる kikoeru   | 聞く kiku                 | hören                  |
| erlöschen            | 消える kieru       | 消す kesu                 | löschen                |
| eintreten            | 入る hairu         | 入れる ireru              | einfügen               |
| sich spalten         | 分かれる wakareru  | 分ける wakeru             | spalten                |
| enden                | 終わる owaru       | 終える／終わる oeru/owaru | beenden                |
| werden               | なる naru          | する suru                 | tun                    |

##### Verlaufsform
Ein wichtiger Unterschied zwischen transitiven und intransitiven Verben zeigt sich in der Verlaufsform, die im Japanischen mit te + iru gebildet wird.
Bei transitiven Verben drückt sie eine Handlung aus, bei intransitiven einen Zustand:
ドアを開けている。doa o akete iru (vt, Handlung)
Ich öffne (Man öffnet) gerade die Tür.
ドアが開いている。doa ga aite iru (vi, Zustand)
Die Tür steht offen.
Im Hochdeutschen gibt es keine Verlaufsform, im Gegensatz zu einigen Dialekten. In der rheinischen Verlaufsform wäre die Übersetzung des ersten Satzes „Ich bin die Türe am Öffnen.“

### Adjektive
Das Japanische kennt zwei Formen von Adjektiven:
- Flektierende Adjektive (keiyōshi 形容詞 oder i-keiyōshi), die meist altjapanischen Ursprungs sind und in der Wörterbuchform (finites und adnominales Präsens) auf -i enden.
- Nichtflektierende Nominaladjektive (keiyōdōshi 形容動詞 oder na-keiyōshi), die meist anderssprachigen (vor allem chinesischen oder englischen) Ursprungs sind und nominal mit der Partikel na (seltener auch no), adverbial mit der Partikel ni stehen. Nominaladjektive verhalten sich weitgehend wie Nomina und müssen daher auch wie diese als Prädikat mit einer Kopula wie da oder desu verbalisiert werden.

Keiyōshi („i-Adjektive“)
| Japanisch         | Deutsch            |
| ----------------- | ------------------ |
| chiisai kodomo    | das kleine Kind    |
| kodomo wa chiisai | das Kind ist klein |

Keiyōdōshi („na-Adjektive“)
| Japanisch       | Deutsch            |
| --------------- | ------------------ |
| kirei na hon    | das schöne Buch    |
| hon wa kirei da | das Buch ist schön |

Allerdings werden im Alltagsgebrauch speziell die beiden i-Adjektive chiisai（小さい）und ōkii（大きい）oft auch verwendet, als seien sie Keiyōdōshi. Also „chiisana hon“ (das kleine Buch) und „ōkina hon“ (das große Buch).

#### I-Adjektive
Die Bezeichnung i-Adjektive (jap. 形容詞 keiyōshi) ist abgeleitet von der Grundform, hier enden alle i-Adjektive auf -i.
Zuerst eine Tabelle der Konjugationsstufen am Beispiel von takai (高い, „hoch“). Der Punkt (·) dient dazu, den Wortstamm mit der Endung der Konjugationsstufe von einem angehängten Suffix zu trennen.
| Konjugationsform | Beispiel  | Beispiel    |
| ---------------- | --------- | ----------- |
| Mizenkei         | 高かろ    | takakaro    |
| Renyōkei         | 高く      | takaku      |
| Shūshikei        | 高い      | takai       |
| Kateikei         | 高けれ·ば | takakere·ba |
| Adverbial        | 高く      | takaku      |
| Substantivierung | 高さ      | takasa      |
| Masu-Form        | 高い·です | takai·desu  |
| Te-Form          | 高く·て   | takaku·te   |
| Perfekt          | 高か·った | takaka·tta  |

Die Konjugation der i-Adjektive unterscheidet sich in einigen Punkten von der der fünfstufigen und einstufigen Verben. Insbesondere werden einige Formen nicht direkt, sondern über Hilfsverben gebildet.
- Die Negation mit -nai wird nicht an die Mizenkei, sondern an die Renyōkei angeschlossen. Aus takai wird so takakunai.
- Adjektive bilden keine eigene Meireikei (Imperativ), die im klassischen Japanisch noch vorhandene Form ist im Modernen Japanisch entfallen. Stattdessen wird an die Renyōkei das Hilfsverb naru (werden) in der Meireikei angeschlossen: takaku nare bedeutet „Werde größer!“.
- Die bei den Verben mit der Renyōkei gebildete Masu-Form wird stattdessen mit Shūshikei und desu gebildet.
- Die von der Renyōkei abgeleiteten Te-Form und Perfekt (mit -ta) haben eine Lautverschiebung erfahren.
- Die Substantivierung gibt es nur bei den i-Adjektiven. Das Beispiel takasa bedeutet „Höhe“.
- Die Adjektive chiisai und ōkii besitzen mit chiisana und ōkina als einzige noch eine eigenständige Rentaikei, und gehören damit der Wortart der Rentaishi (連体詞) an.

Eine besondere Gruppe innerhalb der i-Adjektive bilden die Shii-Adjektive. Im klassischen Japanisch wurden diese anders konjugiert und bildeten daher eine eigene Gruppe, im Modernen Japanisch ist ihre Konjugation jedoch mit den i-Adjektiven zusammengefallen. In der Grammatik werden sie daher nicht mehr gesondert behandelt, unterscheiden sich jedoch in Bedeutungsnuancen. Während die anderen i-Adjektive meist objektive Eigenschaften eines Gegenstands beschreiben, besitzen shii-Adjektive eher die Bedeutung von Gefühlsempfindungen.

##### Shii-Adjektive
Shii-Adjektive sind eine besondere Gruppe unter den Adjektiven in der japanischen Sprache. Die Bezeichnung kommt daher, dass alle diese Adjektive auf die Silben -shii (-しい) enden. Grammatisch werden sie wie normale i-Adjektive verwendet, die Besonderheit liegt in der Bedeutung.
- Sie drücken eine Empfindung aus, entweder ein Gefühl oder einen Sinneseindruck wie Temperatur oder Geschmack.
- Sie sind subjektiv und ich-bezogen.

###### Verwendung
Zuerst ein Beispiel: Das Adjektiv suzushii (涼しい) bedeutet übersetzt nicht einfach „kühl“, sondern „Ich fühle mich erfrischt.“ sabishii (寂しい) steht im Wörterbuch als „einsam“, mit dem Wort wird allerdings ausgedrückt: „Ich fühle mich einsam.“ Da man im Japanischen das Wort „ich“ meist weglässt (eine sogenannte Ellipse) und die i-Adjektive auch als Prädikat verwendet werden können, bildet ein Wort wie sabishii bereits einen vollständigen Satz.
In der deutschen Sprache gibt es für diese Wörter keine Wort-zu-Wort-Entsprechung, da deutsche Adjektive eher einen objektiven Zustand ausdrücken. Für subjektive Empfindungen greift man zu Sätzen wie „ich fühle mich …“ oder „mir ist …“.
Im Japanischen muss man dagegen zu Umschreibungen greifen, wenn man ausdrücken möchte, dass jemand anderes eine bestimmte Empfindung hat. Hierzu wird die Endung -garu (がる) eingesetzt (das zweite i fällt dabei weg). Akiko wa sabishigaru (明子は寂しがる) wäre demnach „Akiko fühlt sich einsam“ bzw. „Akiko ist einsam“. Eine zweite Möglichkeit ist die Bildung mit -sō (-そう), was so viel wie „es hat den Anschein, dass …“ ausdrückt. Beispiel: Japaner sagen gern oishii, um auszudrücken, dass ihnen etwas schmeckt. oishii drückt eine Sinnesempfindung aus, hier den Geschmack, und bezieht sich daher auf das, was man gerade im Mund hat. Wenn das Essen gerade erst auf den Tisch kommt, benutzt man stattdessen oishisō, was bedeutet „Das sieht lecker aus“. Verzichtet man auf diese Umschreibungen, wenn man von einer anderen Person redet, drückt man damit aus, dass man sich voll mit der Situation dieser Person identifiziert.
Wird das Adjektiv attributiv eingesetzt, wird damit ausgedrückt, dass etwas ein subjektives Gefühl auslöst. Ein sabishii tokoro ist ein einsamer Ort, der bei einem selbst Beklemmungen auslöst.
Die Shii-Adjektive werden vor allem in der Frauensprache benutzt. Japanische Männer drücken sich eher weniger emotional aus. Beispiel: oishii, „lecker“, ist eher der Frauensprache zugeordnet. umai (旨い) bedeutet auch lecker, kommt aber aus der Männersprache. Das Wort umai bedeutet auch „clever, gut gemacht“ und ist eher als Lob an den Koch zu verstehen denn als Gefühlsausdruck.

###### Bildung
Einige, aber nicht alle der Adjektive sind von einem Verb abgeleitet. Dabei wird die Endung -shii an die a-Stufe des Verbs angehängt. Beispiel: nozomu (望む), „wünschen, hoffen“ → nozomashii (望ましい), „wünschenswert“.
Von einigen der Wörter existieren auch noch adverbiale Formen, die statt auf -shii auf -shige na enden.
Abgeleitete Verben, die auf -shimu enden, bedeuten: „dieses Gefühl erzeugen“, Beispiel: tanoshii, „fröhlich“ → tanoshimu, „jmd. aufheitern“.

###### Ausnahmen
atarashii (新しい), „neu“, hat seine emotionale Bedeutung verloren und bedeutet einfach „neu“.

###### Liste
| jap. Adjektiv  | Lesung       | entspr. dt. Adjektiv    | wörtl. Übersetzung                                              |
| -------------- | ------------ | ----------------------- | --------------------------------------------------------------- |
| 怪しい         | ayashii      | zweifelhaft, verdächtig | „Das kommt mir seltsam vor“                                     |
| 羨ましい       | urayamashii  | beneidenswert           | „Ich beneide (ihn / sie …)“                                     |
| 嬉しい         | ureshii      | glücklich               | „Ich könnte vor Freude in die Luft springen“                    |
| 美味しい       | oishii       | lecker                  | „Das schmeckt lecker“ (was ich gerade esse)                     |
| 可笑しい       | okashii      | lächerlich, lachhaft    |                                                                 |
| 惜しい         | oshii        | schade                  | „Das tut mir leid“                                              |
| 悲しい         | kanashii     | traurig                 | „Ich fühle mich traurig“                                        |
| 厳しい         | kibishii     | harsch, strikt          |                                                                 |
| 香ばしい       | kōbashii     | -                       | beschreibt einen rauchig-aromatischen Geschmack                 |
| 寂しい         | sabishii     | einsam                  |                                                                 |
| 騒がしい       | sawagashii   | lärmend                 | „Mir geht dieser Krach auf den Geist“                           |
| 清々しい       | sugasugashii | -                       | beschreibt das Empfinden, wenn man in der unberührten Natur ist |
| 素晴らしい     | subarashii   | wundervoll, großartig   | „Ich bin beeindruckt“                                           |
| 涼しい         | suzushii     | kühl                    |                                                                 |
| 楽しい         | tanoshii     | fröhlich                | „Ich bin fröhlich“                                              |
| 憎らしい       | nikurashii   | hasserfüllt             |                                                                 |
| 望ましい       | nozomashii   | wünschenswert           |                                                                 |
| 馬鹿馬鹿しい   | bakabakashii | absurd, lächerlich      | „Das kommt mir vollkommen absurd vor“                           |
| 激しい         | hageshii     | stark, gewaltsam        | „Ich finde das ziemlich heftig“                                 |
| 恥ずかしい     | hazukashii   | schüchtern/beschämend   | „Ich bin zu schüchern“/„davon werde ich rot“                    |
| 欲しい         | hoshii       | begehrt                 | „Ich möchte das haben“                                          |
| 貧しい         | mazushii     | ärmlich                 |                                                                 |
| 珍しい         | mezurashii   | außergewöhnlich         |                                                                 |
| 優しい         | yasashii     | sanft                   |                                                                 |
| (Nomen)+らしい | -rashii      | -                       | „Klingt ganz nach“/„sieht aus wie“ (Nomen)                      |

#### Na-Adjektive
Die Bezeichnung na-Adjektive (jap. 形容動詞 keiyōdōshi oder ナ形容詞 na-keiyōshi) ist abgeleitet von der Konjugationsstufe Rentaikei, in der die Keiyōdōshi die Endung na haben. Die andere Adjektiv-Gruppe in der japanischen Sprache sind die i-Adjektive.
Während die i-Adjektive meist japanischen Ursprungs sind (Fälle wie 四角い shikakui, „viereckig“ auf Grundlage von sinojapanischem shikaku sind selten), finden sich unter den na-Adjektiven viele Lehnwörter aus dem Chinesischen.
Im Folgenden soll die Konjugation am Beispiel von shizuka na (静かな, „ruhig“) verdeutlicht werden. Die na-Adjektive haben einen festen Wortstamm, im Beispiel shizuka, an den der veränderliche Teil, je nach Interpretation eine Endung oder eine Kopula, angehängt wird. In der lateinischen Umschrift steht zwischen Stamm und Endung/Kopula ein Leerzeichen.
| Konjugationsform | Beispiel    | Beispiel        |
| ---------------- | ----------- | --------------- |
| Mizenkei         | 静かだろ    | shizuka daro    |
| Renyōkei         | 静かで      | shizuka de      |
| Shūshikei        | 静かだ      | shizuka da      |
| Rentaikei        | 静かな      | shizuka na      |
| Kateikei         | 静かなら·ば | shizuka nara·ba |
| Adverbial        | 静かに      | shizuka ni      |
| Masu-Form        | 静かです    | shizuka desu    |
| Perfekt          | 静かだった  | shizuka datta   |

Die Konjugation der na-Adjektive unterscheidet sich in einigen Punkten von der der fünfstufigen und einstufigen Verben. Insbesondere werden einige Formen nicht direkt, sondern über Hilfsverben gebildet.
- Die Negation mit -nai wird nicht an die Mizenkei, sondern an die Renyōkei mit der Partikel wa (は) angeschlossen. Aus shizukana wird so shizuka dewanai (静かではない). Oft wird dewanai allerdings zu janai (じゃない) verkürzt.
- Nur die na-Adjektive besitzen eine gesonderte adverbiale Form: an den Stamm wird der Partikel ni angeschlossen
- Adjektive bilden keine eigene Meireikei (Imperativ), die im klassischen Japanisch noch vorhandene Form ist im modernen Japanisch entfallen. Stattdessen wird an die adverbiale Form mit ni (に) und das Hilfsverb suru (tun) oder naru werden in der Meireikei angeschlossen: shizuka ni shiro bedeutet „Sei ruhig“, shizuka ni nare „Werde ruhig“.
- Die Te-Form ist gleich der Renyōkei
- Die bei den Verben mit der Renyōkei gebildete Masu-Form wird stattdessen mit dem Wortstamm und desu gebildet; eine Verkürzung von de arimasu.
- Das Perfekt wird mit Stamm + datta gebildet.

## Personalpronomina
Das Historische Japanisch kennt genaugenommen gar keine Personalpronomina. Noch heute ist es üblich, von sich selbst mit dem eigenen Namen oder der Stellung gegenüber dem Gesprächspartner zu reden. Genauso kann man den Gesprächspartner im Satz mit dessen Namen bezeichnen.
Für die Selbstbezeichnung gibt es eine Reihe von Ausdrücken, die von „selbst“ oder „persönlich“ abgeleitet sind. Eines dieser Wörter ist watakushi (私; wörtlich „privat“), das die höchste Höflichkeitsstufe im modernen Japanisch für „ich“ darstellt und eine Reihe von zunehmend informelleren Verkürzungen kennt (watashi; atashi; ashi usw.). Boku (僕) und ore (俺) sind weitere informellere Wörter, die „ich“ bedeuten und ausschließlich von Männern verwendet werden, dazu kommen dialektale Ausdrücke.
Wo im Deutschen immer das Personalpronomen nötig ist, um zu bezeichnen, um wen es geht, wird es im Japanischen eher weggelassen und aus der durch Hilfsverben ausgedrückten „Richtung“ der Handlung („aufwärts“ = zum Hörer hin; „abwärts“ = zum Sprecher hin), sowie aus dem allgemeinen Kontext geschlossen, um wen es eigentlich geht. Was in Japanisch-Lehrbüchern als Personalpronomen aufgeführt wird, hat in der japanischen Umgangssprache ganz andere Verwendungen. Mit kare (彼, höflicher kareshi 彼氏) und kanojo 彼女 ist manchmal der Freund oder die Freundin gemeint. Ob jemand Single ist, fragt man also mit „kare/kanojo ga imasu ka?“ („Existiert ein Freund/eine Freundin?“)
anata あなた ist das einzige im aktuellen Japanisch verwendete Wort mit der Bedeutung „du“, das in neutralen Zusammenhängen als „Sie“ gebraucht werden kann. Es stammt von einer gleichnamigen Anrede von Frauen für ihre Ehemänner. Das direkte Anreden von unbekannten Erwachsenen mit anata ist möglich, höhergestellten Personen gegenüber würde dies jedoch als nicht höflich genug angesehen werden.
Weiterhin ist in diesem Zusammenhang zu erwähnen, dass ehemalige sehr höfliche Sie-Wörter in der Geschichte der Sprache oft unhöflich geworden sind. Beispiele dafür sind:
- kimi 君 (Gebieter, Herrscher), jetzt Ausdruck für „du“ in der Männersprache
- omae お前 (ehrenhafter Gegenüber) früher Sie, jetzt „hey du!“ (Ausruf, unhöflich) oder im vertrauten Zusammenhang ein einfaches „du“ (ebenfalls Männersprache)
- kisama 貴様 (ehrenwerter hochverehrter Herr) ist in heutiger Verwendung äußerst beleidigend.

Siehe auch: Geschlechtsunterschiede im gesprochenen Japanisch.

## Nicht vorhandene grammatische Kategorien
Einige grammatische Kategorien gibt es im Japanischen nicht. Bei den Wortarten gibt es keine Artikel. Nomen haben kein grammatisches Geschlecht, einen Plural gibt es nur in Ausnahmen, erste, zweite und dritte Person und Deklination entfallen.